# Fondation (institution)
Pour les articles homonymes, voir fondation.
Une fondation est une personne morale de droit privé à but non lucratif créée par un ou plusieurs donateurs, eux-mêmes pouvant être des personnes physiques ou morales, pour accomplir une œuvre d'intérêt général. Les fondations sont rattachées à la famille des structures composant l'économie sociale.

## Par pays

### Belgique
La loi du 27 juin 1921 relative aux associations sans but lucratif et fondations distingue deux catégories de fondations : les fondations d'utilité publique et les fondations privées (articles 27 à 45). La constitution de toute fondation doit être constatée dans un acte authentique établi par un notaire. En outre, une fondation d'utilité publique n'acquiert la personnalité juridique que lorsque celle-ci lui est reconnue par un arrêté royal. Le cadre légal belge des fondations présente de nombreux points communs avec celui de la législation française.
Jusqu'en 2002, les fondations d'utilité publique étaient dénommées établissement d'utilité publique. Le terme a été remplacé pour mettre en exergue le caractère de droit privé de ces établissements, en opposition aux établissements publics.

### États-Unis
Il existe aujourd'hui 150 000 fondations aux États-Unis qui investissent chaque année 3,6 milliards de dollars dans la culture. Les deux plus importantes dans ce domaine sont la fondation Ford (environ 80 millions de dollars par an) et la fondation Reynolds (en) (58 millions de dollars par an).
Les fondations américaines, comme les associations à but non lucratif, sont régies par l'alinéa 501c du code des impôts américain. Elles sont par conséquent mi-publiques (car elles visent à l'intérêt général et n'obéissent pas aux règles du marché), mi-privées (par leur capital, leur fonctionnement et leurs méthodes).[pas clair]
Aux États-Unis, une organisation dont le nom contient « foundation » devrait[pas clair] dans la plupart des cas être une fondation charitable. Cependant, une organisation peut utiliser le terme « foundation » dans sa dénomination sans être une fondation charitable en aucune manière. Cependant, les lois des États fédérés peuvent imposer des restrictions. Par exemple, le Michigan permit son utilisation seulement à but non lucratif, avec l'objet de recevoir et d'administrer des fonds pour la perpétuation de la mémoire de personnes, la préservation d'objets d'intérêt historique ou naturel, éducatif, charitable, ou d'intérêt religieux, ou la providence publique. La distinction entre charitable organizations et non-profit organizations est construite sur ce point.
Le Code de l'Internal Revenue défini plusieurs sortes d'organisations à but non lucratif qui ne payent pas d'impôt sur le revenu. Cependant, seules les charitable organisations peuvent recevoir des contributions déductibles de l'impôt et éviter de payer des taxes de propriété et de vente. Par exemple, un donateur peut recevoir une déduction d'impôt pour l'argent donné à la cuisine d'une soupe locale lorsque cette organisation est classée comme une organisation 501(c)(3), mais pas pour donner de l'argent à la National Football League, même si la NFL est une association 501(c)(6) à but non lucratif. Ni une public charity ni une foundation ne peuvent payer ou participer à des activités politiques partisanes, à moins de surrender tax-exempt status y compris en annulant la déductibilité d'aucune déduction d'impôts pour les donateurs après le surrender ou la date de révocation.
Les charitable organizations exemptes de taxes tombent dans deux catégories: public charities et private foundations. Une community foundation est une public charity. Le code fiscal des États-Unis (26 USCA 509) encadre les private foundations. Cependant, les articles, 26 USCA 501(c)(3) encadrent les public charities.

#### Community foundation
Les Community foundations sont des instruments de la société civile conçus pour concentrer les donations dans un investissement coordonné et des facilités financièresdédiées principalement à l'amélioration sociale d'un lieu donné. En d'autres termes, une community foundation est comme une public foundation. Ce type de foundation nécessite une représentation de la community au bureau de gouvernance et des grants faites pour améliorer la community. Souvent, une ville peut disposer d'une has a community foundation où au bureau de gouvernance siègent de nombreux leaders des affaires, de la religion, et des intérêts locaux. Les grants que les community foundation peuvent faire devraient profiter aux personnes de cette ville.
Une implication publique expresse et oversight dans des community foundations permettent leur classification en tant que public charities plutôt qu'en tant que private foundations.

#### Private foundation
Les Private foundations ont généralement une source unique de financement (des dons d'une famille, ou d'une société plutôt que des dons de sources diverses) et la plupart ont comme activité principale de faire des grants à d'autres charitable organizations et à des individus, plutôt qu'une gestion directe de programmes charitables. Lorsqu'une personne ou une société finance une private foundation fréquemment les membres de famille de cette personne ou les agents de cette société sont des membres du bureau dirigeant - governing board. Ceci limite la visibilité publique sur cette private foundation, ce qui induit un traitement moins favorable comparé à des community foundations.
Les différences de traitement des private foundations par rapport aux public charities comprenant les community foundations sont:
1. Une foundation doit payer 5 % de ses biens chaque année alors qu'une public charity n'y est pas soumise;
2. Les donateurs d'une public charity reçoivent des plus grands bénéfices fiscaux que les donateurs de foundation;
3. Une public charity doit collecter au moins 10 % de ses dépenses annuelles du public pour rester exemptée fiscale alors qu'une foundation ne le doit pas.

#### Operatingetnon-operating
Pour des raisons fiscales, quelques variantes des private foundation existent. La différence matérielle est entre « operating » foundations et « grant-making » foundations. Les Operating foundations utilisent leur endowment pour accomplir directement leurs objectifs. Les Grant-making foundations utilisent leurs endowment pour faire des grants à d'autres organisations, qui indirectement portent les buts de la foundation. Les Operating foundations bénéficient d'une fiscalité préférentielle dans certains domaines, y compris en permettant à des donateurs individuels de contribuer davantage à leurs revenus et en permettant aux contributions des grant-making foundation de compter dans les 5 % de minimum distribution exigés.

### France

#### Statut juridique
Le terme de fondation est défini par l'article 18 de la loi du 23 juillet 1987 : « Une fondation désigne l’acte par lequel une ou plusieurs personnes physiques ou morales décident l’affectation irrévocable de biens, droits ou ressources à la réalisation d’une œuvre d’intérêt général et à but non lucratif ». Cette loi ajoute qu'une fondation « ne jouit de la capacité juridique qu'à compter de la date d'entrée en vigueur du décret en Conseil d’État accordant la reconnaissance d'utilité publique. Elle acquiert alors le statut de fondation reconnue d'utilité publique » (FRUP).
L'affectation consentie au profit d'une fondation est par principe irrévocable et perpétuelle, ceci afin de permettre la pérennité de la fondation. Cependant, depuis la loi du 1er août 2003, certaines formes de fondations peuvent être temporaires (fondations d'entreprises ou fondations abritées).
Une fondation a pour objet la réalisation d'un intérêt général à but non lucratif. Elle est créée pour exécuter une œuvre au moyen des biens qui lui sont affectés. La création d'une fondation n'a pas pour but de servir des intérêts privés. La notion d'intérêt général est définie par l'article 200 1. b) du Code général des impôts. Pour qu'il y ait intérêt général, il faut que l'œuvre ait un caractère « philanthropique, éducatif, scientifique, social, humanitaire, sportif, familial, culturel, ou concourant à la mise en valeur du patrimoine artistique, à la défense de l'environnement naturel ou à la diffusion de la culture, de la langue et des connaissances scientifiques française ».
La fondation, par principe, fonctionne grâce aux fruits et revenus que son capital génère. Ce sont ces flux financiers qui doivent permettre à l'entité de financer son activité. Dans ses statuts, une fondation peut prévoir que son capital sera consomptible, ce qui n'est pas le cas en absence de stipulation particulière. Si la fondation prévoit que le capital pourra être consommé, l'entité devra être dissoute lorsque la dotation prévue dans les statuts est réduite à 10 % de sa valeur initiale.
Une donation à une fondation reconnue d'utilité publique donne droit à une réduction d'impôt sur le revenu pour 66 % des sommes versées, dans la limite de 20 % du revenu annuel du donateur (article 200 du Code général des impôts).
Le fonctionnement administratif d'une fondation reconnue d'utilité publique est assez proche de celui d'une société anonyme, en effet, une telle fondation peut opter pour une organisation à conseil d'administration ou une direction bicéphale (conseil de surveillance et directoire).
Les fondations reconnues d'utilité publique sont soumises à une tutelle administrative et sont soumises à des obligations comptables (établir un rapport annuel et des comptes annuels).

#### Différences entre associations et fondations
Longtemps, les fondations et associations ont été confondues car toutes deux sont dédiées à l'intérêt général à but non lucratif, et il a fallu attendre 1987 pour que le mot fondation apparaisse dans la loi française. Aujourd'hui leurs caractéristiques sont très différentes :
- Alors qu'une association est le regroupement de plusieurs personnes avec la volonté d'agir ensemble autour d'un objectif commun, une fondation existe par l'affectation irrévocable de biens pour la réalisation d'une œuvre d'intérêt général. Une fondation, c’est de l’argent privé mis à disposition d’une cause publique.
- Si toutes deux sont nécessairement sans but lucratif, l'association peut défendre les intérêts d'un groupe organisé (anciens élèves d'une école, défenseurs de l'environnement, etc.), alors que la fondation est une institution dédiée à l'intérêt général, la tutelle de l'État est là comme garant de l'utilité publique.
- L'association disparaît avec la dispersion de ses membres, alors que la fondation peut survivre à son ou ses fondateurs.
- La gouvernance est très différente : une association a par nature un fonctionnement démocratique (les décisions sont prises par l'assemblée générale de ses membres, au cours de laquelle chaque membre possède une voix), alors que la fondation a une gouvernance basée sur un conseil d'administration qui prend les décisions.
- L'énorme succès des associations en France tient à la possibilité de création sans autorisation administrative et sans moyens financiers, alors que, a contrario, la création d'une fondation est soumise à une autorisation et à l'affectation de moyens financiers.

#### Types de fondation
La législation française distingue plusieurs types de fondations :
- La fondation reconnue d'utilité publique requiert pour sa création l'autorisation de l'État (décret en Conseil d'État). La procédure est exigeante dans la mesure où l'État veut s'assurer du caractère réellement d'utilité publique que la fondation s'assigne de par ses statuts.

Pour s'inscrire dans un principe de pérennité, les fondations reconnues d’utilité publique ne peuvent être créées qu'à la condition de posséder une dotation suffisamment importante pour pouvoir fonctionner avec les revenus générés par ce capital. Elles peuvent aussi diversifier leurs ressources : recevoir des subventions publiques ou privées, des dons et legs, faire appel à la générosité publique, organiser des manifestations relatives à leurs objectifs, vendre des produits liés à leur objet. Elles peuvent également être propriétaires d'immeubles de rapport, même si ces immeubles ne concernent pas directement l'objet de la fondation, ceci peut leur permettre de résister durablement à l'érosion monétaire. Du fait du caractère irrévocable de l'affectation des biens à la fondation (on dit aussi le 'caractère définitif des libéralités'), sa durée de vie est en principe illimitée. 
La gouvernance est historiquement basée sur un conseil d'administration composé d'un collège des fondateurs, d'un collège représentant les pouvoirs publics, et d'un collège d'experts cooptés. Depuis 2003, une gouvernance basée sur un directoire et un conseil de surveillance est possible avec un représentant de l'État comme simple observateur.
- La fondation d’entreprise est un type de fondation plus souple, limitée dans la durée (mais dont la durée de vie ne peut être inférieure à cinq ans), fonctionnant avec des ressources affectées annuellement par l'entreprise, qui peut alors donner son nom à la fondation. La fondation d'entreprise ne peut faire appel à la générosité extérieure à l'entreprise, mais les salariés de l'entreprise peuvent contribuer. La fondation d’entreprise est le cadre dans lequel l’entreprise exerce et valorise son action de mécénat.

- La fondation abritée, ou fondation sous égide, créée au sein d'une autre fondation (dite fondation mère ou abritante) qui ne peut accueillir que des fondations qui se conforment à ses statuts. La fondation abritée n’a pas le statut de personne morale, elle est assujettie à sa fondation mère sur le plan juridique et fiscal, elle dispose d'une autonomie opérationnelle plus ou moins importante. Les fondations mères les plus connues sont la Fondation de France, l’Institut de France, la Fondation du judaïsme français, la Fondation pour le protestantisme français, la Fondation pour l'Enfance, la Fondation Caritas France, etc. (il en existe 52 en France). L'avantage pour une fondation sous égide est de bénéficier du parapluie, de l'expertise, de la pérennité de la fondation mère, et de pouvoir concrétiser plus facilement un projet.

De nouvelles formes de fondations ont été créées plus récemment :
- La fondation de coopération scientifique (FCS), créée par la loi de programme pour la recherche du 18 avril 2006, a vocation à la conduite de « toute activité relevant des missions du service public de la recherche ou de l'enseignement supérieur », pour porter des projets d'excellence scientifique associant des entreprises à des établissements publics ou privés d'enseignement supérieur. Proche de la fondation reconnue d'utilité publique (FRUP), elle s'en distingue par la dotation qui peut être effectuée majoritairement ou entièrement par la puissance publique, là où la FRUP ne peut accueillir des dotations publiques que de façon minoritaire. De plus la gouvernance impose la présence d'un commissaire du gouvernement (recteur d'académie) au même niveau que le conseil d'administration. Enfin la FCS est créée par décret simple.
- La fondation partenariale, créée par la loi « Pécresse » (loi relative aux libertés et responsabilités des universités du 1er août 2007 et modifiée par la loi de modernisation de l'économie no 2008-776 du 4 août 2008) permet à des établissements publics à caractère scientifique, culturel et professionnel (universités, centres de recherche) de s'associer à des entreprises pour créer une personne morale à but non lucratif dénommée fondation partenariale.

Les établissements publics disposent de la majorité des sièges du conseil d'administration, et l'objet de la fondation doit rester conforme aux missions de l'établissement public fondateur.
- La fondation universitaire, créée par la loi du 10 août 2007 relative aux libertés et responsabilités des universités et régie par le décret no 2008-326 du 7 avril 2008, puis modifiée par la loi de modernisation de l'économie no 2008-776 du 4 août 2008. L'Université Clermont-Ferrand-I (Université d'Auvergne) est la première institution française d'enseignement supérieur à se doter d'une telle fondation par une décision de son conseil d'administration le 4 avril 2008.
- La fondation hospitalière, créée par la loi « 2009-879 » (loi relative aux patients, à la santé et aux territoires du 21 juillet 2009 complétée par le décret d'application no 2014-956 du 21 août 2014), doit financer des activités de recherche médicale.

Il faut y ajouter :
- Le fonds de dotation, une nouvelle structure à personnalité morale et à but non lucratif, instauré par la loi de modernisation de l'économie du 4 août 2008.

#### Mécénat
La « loi Aillagon » du 1er août 2003 réformant la législation relative au mécénat a permis la création récente de nombreuses fondations. Cette loi a également encouragé un certain nombre d'entreprises à s'engager dans des actions de mécénat. Le mécénat se veut être un apport financier, matériel ou humain sans contrepartie directe de la part du bénéficiaire à une structure ou un événement reconnu d’utilité publique et présentant un caractère d’intérêt général. La mise en place d’une politique de mécénat permet aux entreprises de s’inscrire dans une action citoyenne. Il existe cinq grands domaines d'intervention :
- Le mécénat de solidarité ;
- Le mécénat culturel ;
- Le mécénat du sport ;
- Le mécénat environnemental ;
- Le mécénat de la recherche.

Le mécénat ne consiste pas nécessairement en une aide financière. Il peut aussi s’agir d’une mise à disposition de locaux, de matériel ou de personnel.

#### Poids du secteur
Le recensement en date du 31 décembre 2018 produit par l'Observatoire de la Philanthropie – Fondation de France  et publié par le Centre français des fondations dénombre 2 551 fondations, dont 655 fondations reconnues d'utilité publique, et 1 391 fondations abritées. De plus il existe 2 752 fonds de dotation. 
En 2018, le nombre de salariés employés par ces structures s'élevait à 127 000, les actifs gérés étaient de 26 500 millions d'euros, et les dépenses étaient de 10 000 millions d'euros.

### Pays-Bas
Une stichting est une personne morale de droit privé, régie par le Code civil néerlandais. Si elles peuvent être à but non-lucratif et chercher à remplir une mission d'intérêt public, il s'agit d'une structure juridique plébiscitée pour l'administration et la gestion d'entreprises, le groupe IKEA fonctionne par exemple avec stichting.

### Suisse
La fondation est une personne morale de droit privé, régie par le Code civil suisse, articles 80 à 89. Sa définition est l'affectation de biens (qu'ils soient mobiliers ou immobiliers) à un but précis, décidé par le ou les fondateurs : « La fondation a pour objet l’affectation de biens en faveur d’un but spécial ».
L'organe suprême est le Conseil de fondation dont les membres sont cooptés. La fondation n'a pas de membres (contrairement à une association).

#### Fondations d'utilité publique
La Suisse compte quelque 12 900 fondations d'utilité publique et en moyenne 400 se créent chaque année. Bien que la culture des fondations soit déjà relativement développée, Avenir Suisse propose « des mesures visant à renforcer le secteur des fondations en Suisse, notamment des incitations à la consolidation et à la coopération ».

## Fondations dans les arts et la culture en Europe
Plusieurs distinctions peuvent être faites entre les fondations, qu'elles soient initiées par des particuliers ou par des entreprises:
- celles qui ont une mission essentiellement culturelle comme la fondation Calouste-Gulbenkian, créée en 1956 au Portugal par le milliardaire Calouste Gulbenkian (1869-1955), connue surtout par son centre culturel à Lisbonne mais qui a aussi deux autres établissements à Londres et à Paris ;
- celles qui opèrent dans plusieurs champs dont celui de la culture. C’est par exemple la Fondation Caixa qui, outre la culture, a des actions de soutien dans les domaines de la science, du social et du développement durable ;
- celles qui ont une action culturelle s’inscrivant complètement ou principalement dans un lieu culturel ; outre les Fondations Caixa et Gulbenkian, ce sont par exemple les fondations Onassis à Athènes ou Vuitton à Paris. À Lisbonne, la fondation Gulbenkian abri outre une riche collection permanente d’œuvres d’art, un orchestre de chambre, un auditorium et organise chaque année un festival de musique contemporaine ;
- celles qui interviennent uniquement en soutien financier dans des projets culturels menés par des acteurs culturels comme la Fondation UBS pour la culture la Fondation Michelin en France.